# Seeschlacht von Lissabon
Die Seeschlacht von Lissabon fand am 7. März 1373 statt. Dort besiegte eine kastilische Flotte unter Ambrosio Boccanegra eine portugiesische Flotte. Der Sieg führte zum Sieg der Kastilier im Zweiten Ferdinandinischen Krieg.

## Vorgeschichte
Kurz nach dem Ende des Ersten Ferdinandinischen Krieges unterzeichnete Ferdinand I. von Portugal am 10. Juli 1372 mit John of Gaunt einen Vertrag, der gegenseitige Unterstützung gegen Kastilien versprach.
Nach der Unterzeichnung des Abkommens befahl der portugiesische Monarch das Embargo der kastilischen Schiffe in ihren Häfen, so dass die Peter I-Sympathisanten in Galicien einfallen konnten. Heinrich II von Kastilien reagierte mit Schnelligkeit und entschied, in Portugal einzumarschieren. Er platzierte seine Operationsbasis in Zamora, und in dem Monat Dezember 1372 begann er daraufhin die Invasion. Er rückte systematisch gegen Lissabon vor. Während die Bodenoffensive erfolgreich umgesetzt wurde, segelte Ambrosio Boccanegra mit einer Flotte von 12 Galeeren von Sevilla nach Lissabon.

## Schlacht
Am 7. März 1373 sichtete er Lissabon. Nachdem er die Mar da Palha durchquerte, griff er eine portugiesische Flotte von 4 Galeeren und 15 Naos an, die unter dem Befehl von Admiral Lanzarote Pessanha standen und die im Hafen von Lissabon stationiert war und dann aus dem Hafen lief, um die herankommende kastilische Flotte bekämpfen zu können. 
Ihre Bemühungen waren dennoch nutzlos, weil der portugiesische Admiral bei seinen Handlungen gegenüber der feindlichen Flotte zögerte. So konnte die kastilische Flotte unter dem resoluten und selbstbewussten Boccanegra während der darauffolgenden Seeschlacht 2 Galeeren und die meisten der Naos der Portugiesen  kapern und somit die Schlacht für sich entscheiden.

## Folgen
Admiral Pessanha verlor aufgrund seines Handelns in der Schlacht seinen Posten und wurde durch Juan Alfonso Tello ersetzt, während sich Ferdinand I. von Portugal durch diese Niederlage gezwungen sah, Heinrich II um Frieden zu bitten, da bis dahin keine englischen Verstärkungen nach Portugal kamen. Grund dafür waren die Nachwirkungen der Katastrophe von La Rochelle. 
Er unterzeichnete mit ihm den Vertrag von Santarém am 19. März 1373. Das war das Ende des Zweiten Ferdinandinischen Krieges und auch der letzte Dienst von Ambrosio Boccanegra für den König Heinrich II., der sich zurückzog und noch im selben Jahr in seiner Heimat starb. Sein Nachfolger wurde Fernando Sánchez de Tovar.

## Bibliografie
- CALDERON ORTEGA, J.M. y DÍAZ GONZÁLEZ F.: “Los Almirantes del siglo de oro de la marina castellana medieval”. Revista en la España Medieval Nº 24 (2011) S. 311–364. (spanisch).
- FERANDEZ DURO, CESAREO (1894). La marina de Castilla desde su origen y pugna con la de Inglaterra hasta la refundición en la Armada española. Madrid. (spanisch).
- LÒPEZ DE AYALA, PERO; ZURITA, JERÒNIMO; EUGENIO DE, LLAGUNO Y AMÌROLA;  "Crónicas de los reyes de Castilla Don Pedro, Don Enrique II, Don Juan I y Don Enrique III". (1780) Tomo II. Madrid: Imprenta de Don Antonio de Sancha. OCLC 457585252. (spanisch).
- MCMURDO, EDWARD "The history of Portugal" (1888). Volume 2. (englisch).